# Ronald de Leeuw
Ronald de Leeuw (Rotterdam, 5 oktober 1948) is een Nederlands kunsthistoricus en voormalig directeur van het Van Gogh Museum en het Rijksmuseum.

## Leven en werk
De Leeuw studeerde kunstgeschiedenis in Los Angeles en Leiden. Van 1977 tot 1984 werkte hij als hoofd tentoonstellingen van de Dienst Verspreide Rijkscollecties. Daarna was hij een jaar hoofdconservator collecties van de Rijksdienst Beeldende Kunst, om daarna in 1986 algemeen directeur van het Van Gogh Museum te worden. De meeste bekendheid verwierf hij vervolgens als directeur van het Rijksmuseum, een functie die hij van 1996 tot zijn pensionering in 2008 zou vervullen. Van 1994 tot 2008 was hij tevens bijzonder hoogleraar museum- en verzamelbeleid aan de Vrije Universiteit Amsterdam.
Als kunsthistoricus staat De Leeuw bekend als een specialist in de Nederlandse landschapskunst van de negentiende eeuw, waarover hij ook diverse publicaties op zijn naam heeft staan en bijdroeg aan tal van catalogi. Als directeur van het Rijksmuseum startte hij met de grootscheepse renovatie van het museumgebouw. Inhoudelijk zocht hij steeds naar verbindingen tussen geschiedenis en kunst en bepleitte hij variëteit in de collectie. Kenmerkend is ook zijn uitspraak: "Kunst is iets dat je deelt. Als je het niet deelt is het helemaal niets". 
Op 29 april 2005 werd De Leeuw benoemd tot officier in de Orde van Oranje-Nassau.